# Réaction de Michaelis-Arbuzov
La réaction de Michaelis-Arbuzov, est une réaction chimique entre un ester de phosphite et un halogénure d'alkyle qui conduit à la formation d'un phosphonate.

## Mécanisme réactionnel
Le doublet non liant du phosphite attaque l'halogénure d'alkyle dans une substitution nucléophile de type SN2 et forme un trialkoxyphosphonium intermédiaire. À chaud, l'anion halogénure attaque un des groupes alkoxy pour former le phosphonate et un halogénure d'alkyle. La force motrice de la réaction est, comme souvent avec le phosphore, la formation d'une liaison P=O.
Il peut y avoir compétition entre l'halogénure d'alkyle utilisé comme réactif et celui produit lors de la réaction. Il est donc préférable de :
- Utiliser un halogénure d'alkyle R2X plus réactif que R1X.
- Utiliser un phosphite (méthyle, éthyle) qui forme un halogénure R1X qui est gazeux à la température de réaction.
- Mener la réaction sous vide de façon à retirer le plus rapidement possible l'halogénure R1X du milieu réactionnel[3].